# خدای عشق (فیلم)
خدای عشق (به تلگو: Manmadhudu) یا کوپیدو (به انگلیسی: Cupid) فیلمی هندی محصول سال ۲۰۰۲ و به کارگردانی کی.ویجایا بهاسکار است. در این فیلم بازیگرانی همچون آکینی ناگرجونا، سونالی بندره و آنشو آمبانی ایفای نقش کرده‌اند. فیلم خدای عشق ۲ دنباله معنوی این فیلم است. 